# Collin Chou
Collin Chou, noto anche con lo pseudonimo di Ngai Sing (Kaohsiung, 11 agosto 1967), è un attore e artista marziale taiwanese.

## Biografia
Nato a Taiwan in una famiglia numerosa, con otto fratelli e quattro sorelle, ha iniziato ad allenarsi nelle arti marziali fin da bambino. All'età di 12 anni inizia la carriera da stuntman, mentre a 18 ottiene la prima parte da attore protagonista.
Dopo due anni di servizio militare nell'esercito di Taiwan, si trasferisce a Hong Kong per intraprendere la carriera recitativa.
Nel 1999 si reca negli Stati Uniti per approfondire la sua istruzione.
Parla fluentemente inglese, cinese mandarino e cinese cantonese.

### Carriera cinematografica
Noto al pubblico statunitense ed europeo principalmente per il ruolo di Seraph in Matrix Reloaded e Matrix Revolutions, Collin Chou, affiancando artisti come Jet Li, Sammo Hung, Jackie Chan e Donnie Yen, è interprete di numerosi film di arti marziali quali: Fearless (2006), Flash Point (2007) e Il regno proibito (2008).

## Filmografia
- Pa xiu gui, regia di Yan-chien Chuang (1988)
- Lie huo jie tou, regia di Kin Lo (1989)
- Gui yao gui, regia di Ricky Lau (1990)
- Long feng zei zhuo zei, regia di Billy Chan (1990)
- Chi xian zhen bian ren, regia di Sammo Hung (1991)
- Shi bu wang qing, regia di Jacob Cheung (1992)
- Jing ling bian, regia di Kin Lo (1992)
- Yat do king sing, regia di Sammo Hung (1993)
- Le sette spade della vendetta (Yi tian tu long ji: Zhi mo jiao jiao zhu), regia di Wong Jing (1993)
- Qu mo dao zhang, regia di Ma Wu (1993)
- Gau ban ji ma goon: Bak min Bau Ching Tin, regia di Wong Jing (1994)
- The Bodyguard from Beijing (Zhong Nan Hai bao biao), regia di Corey Yuen (1994)
- Sun ying hong boon sik, regia di Wong Jing (1995)
- Thunderbolt - Sfida mortale (Piklik Foh), regia di Gordon Chan (1995) - non accreditato
- Gei ba ba de xin, regia di Corey Yuen (1995)
- Mou mian bei, regia di Sammo Hung (1995)
- The Blade (Dao), regia di Tsui Hark (1995)
- Xiao fei xia, regia di Lam Wai-Lun (1995)
- Qi du xian feng, regia di Tin Hung Yiu (1995)
- Hu meng wei long, regia di Woo-ping Yuen (1995)
- Dr. Wai (Mao xian wang), regia di Ching Siu-tung (1996)
- Xong xing zi: Zhi jiang hu da feng bao, regia di Herman Yau (1996)
- God of Gamblers 3: The Early Stage (Do san 3: Chi siu nin do san), regia di Wong Jing (1997)
- Tiao zhan, regia di Chun Huang (1997)
- Zui jia pai dang zhi: Zui jie pai dang, regia di Kar Lok Chin (1997)
- Yang xing fan ying, regia di Khan Chan (1998)
- Lie huo qing chun, regia di James Yuen (1998)
- Quan zhi da dao, regia di Alfred Cheung (1998)
- Chan mat ching yan ji mou haan yau waak, regia di Joe Chu (1999)
- Wu ting, regia di Shun Chuen Law (1999)
- Muk lau hung gwong, regia di Ringo Lam (1999)
- Yin hun bu san, regia di Shun Chuen Law (1999)
- Hei Se Cheng Shi, regia di Lam Maan-Cheung e Tin Hung Yiu (1999)
- Ji su jiang shi, regia di Wilson Tong (2001)
- Roaring Dragon, Bluffing Tiger, regia di Kant Leung (2002)
- Moumantai 2, regia di Kar Lok Chin (2002)
- Zong heng gui men guan, regia di Alexander Lo Rei - film TV (2002)
- Matrix Reloaded (The Matrix Reloaded), regia di Lana e Andy Wachowski (2003)
- Matrix Revolutions (The Matrix Revolutions), regia di Lana e Andy Wachowski (2003)
- American Fusion, regia di Frank Lin (2005)
- Fearless (Huo Yuanjia), regia di Ronny Yu (2006)
- Hayate in DOA: Dead or Alive, regia di Corey Yuen (2006)
- The Duel, regia di Tony Chiu (2006) - cortometraggio
- Flash Point (Dou fo sin), regia di Wilson Yip (2007)
- Il regno proibito (The Forbidden Kingdom), regia di Rob Minkoff (2008)
- Nuptials of the Dead, regia di Maya Lim (2008) - cortometraggio
- Chun sing gai bei, regia di Benny Chan (2010)
- Gong Fu Yong Chun, regia di Joe Cheung (2010)
- Stranger Now, regia di Ignatius Lin (2010) - cortometraggio
- Mural (Hua bi), regia di Gordon Chan (2011)
- The Four (Si da ming bu), regia di Gordon Chan e Janet Chun (2012)
- Badges of Fury (Bu er shen tan), regia di Wong Tsz-ming (2013)
- Dak siu san fan, regia di Clarence Fok Yiu-leung (2013)
- The Four 2 (Si da ming bu II), regia di Gordon Chan (2013)

## Doppiatori italiani
Nelle versioni in italiano delle opere in cui ha recitato, Collin Chou è stato doppiato da:
- Francesco Meoni in Matrix Reloaded, Matrix Revolutions
- Corrado Conforti in DOA: Dead or Alive
- Luca Ward ne Il regno proibito